# Idstedter Gehege

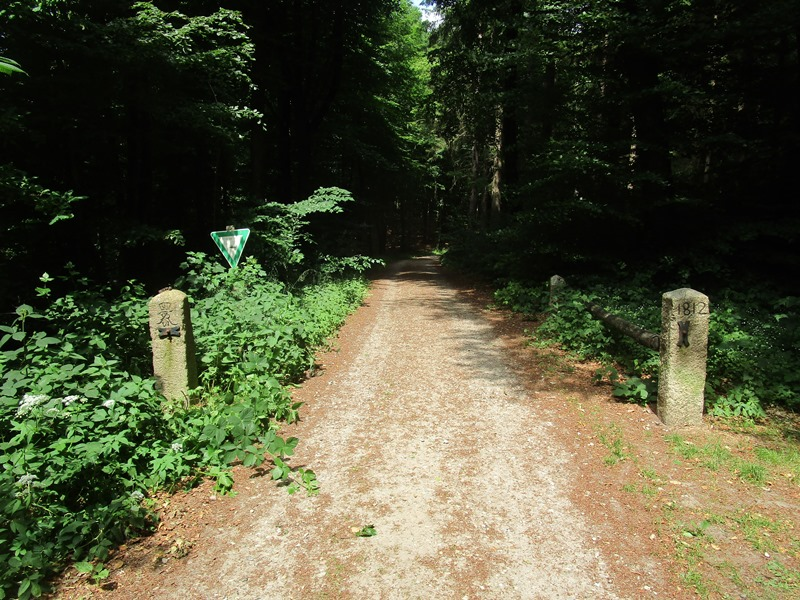
Eingang mit Monogram Königs Frederik 6.

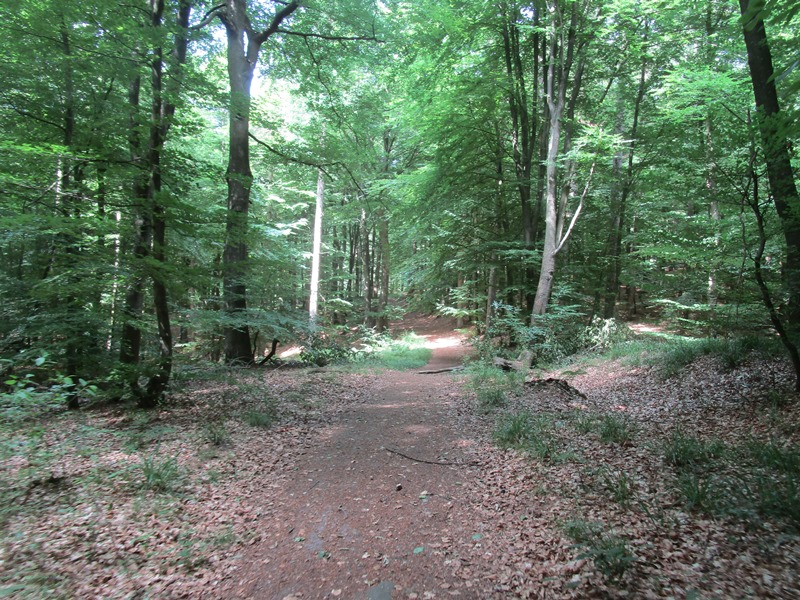
Wanderweg innerhalb des Idstedter Waldes

Das Idstedter Gehege (auch Idstedtwege, dänisch Isted Skov) bezeichnet einen etwa 196 ha großen zu den Gemeinden Idstedt und Neuberend gehörenden und nördlich der Stadt Schleswig gelegenen Wald. Als Staatsforst wird der Wald von den Schleswig-Holsteinischen Landesforsten betreut, ein kleiner Teil im Süden untersteht als Bauernwald privaten Besitzern. Durch den Wald führt der Europäische Fernwanderweg E1. In der dänischen Zeit unterstand die Waldfläche dem Zweiten Gottorfschen Waldreiterdistrikt (2. gottorpske skovriderdistrikt).
Der Wald befindet sich auf einer Endmoräne mit Höhen bis zu 50 m und hebt sich so deutlich in der Landschaft ab. Im Osten geht der Wald in die etwa 29 ha große Waldfläche um den 56 m hohen Karenberg (Karnbjerg) über. Im Westen grenzt der Wald an die bereits zur Gemeinde Lürschau gehörenden Kleinseen Bocksee (Buksø, auch Bøgsø) und Reethsee (Rørsø). Am südlichen Waldrand nahe der Schleswiger Chaussee befindet sich das Großsteingrab Räuberhöhle. Im Südosten schließen sich die Wiesenniederungen der Königsdammau an. Im Osten in Richtung Langsee setzt sich die Waldfläche als Grüder Holz (Grydeskov) fort. Der Idstedter Wald ist zu etwa gleichen Teilen mit Laub- und Nadelwald bedeckt. Im Mischwald sind Eiche, Buche, Fichte und Lärche vorherrschend. Das Areal ist Brutgebiet für Mäusebussard, Habicht, Sperber und Waldkauz. Als Besonderheit ist die regelmäßige Brut des Schwarzspechts zu nennen. Das Waldgebiet ist ebenso Lebensraum für Damwild.
Das Idstedter Gehege ist Teil des Naturparks Schlei sowie des nördlich und nordöstlich von Schleswig ausgewiesenen FFH-Gebiets 1324-391 (Wellspanger-Loiter-Oxbek-System und angrenzende Wälder (FFH-Gebiet)).